# Republiek Midden-Litouwen
De Republiek Midden-Litouwen of Midden-Litouwen (Pools: Republika Litwy Środkowej, Litwa Środkowa, Litouws: Vidurio Lietuvos Respublika, Vidurinė Lietuva, Wit-Russisch: Рэспубліка Сярэдняе Літвы, Сярэдняя Літва, Respublika Siaredniaje Litvy, Siaredniaja Litva) was een staat in Midden-Europa die maar kort heeft bestaan en in die periode geen internationale erkenning kreeg.
Het landje ontstond op 8 oktober 1920 uit grondgebied van de Republiek Litouwen en de Tweede Poolse Republiek als gevolg van de muiterij van Lucjan Żeligowski, gesteund door soldaten uit de Eerste Litouwse-Wit-Russische Infanterie Divisie van het Poolse leger en de Poolse luchtmacht, cavalerie en artillerie. De troepen bezetten het door Polen en Litouwen betwiste gebied rond de historische hoofdstad van het Grootvorstendom Litouwen, Vilnius. Litouwen beschouwde de stad als haar hoofdstad, de regering in Warschau vond dat het grotendeels Poolstalige gebied deel uit moest maken van het nieuwe Polen. De kwestie leek op 7 oktober 1920 te zijn bijgelegd toen beide staten het Verdrag van Suwałki sloten, waarbij bepaald werd dat Vilnius en omstreken inderdaad aan Litouwen zouden toevallen. Het verdrag zou op 10 oktober in werking treden, maar toen hadden de troepen van Żeligowski de stad al vast in handen. 
De Litouwse regering opereerde verder vanuit Kaunas, vanwaar Vilnius als hoofdstad werd geclaimd. Polen aarzelde intussen om het gebied te annexeren en zo ontstond de nieuwe republiek, die als een bufferstaat tussen beide landen ging fungeren. Het landje was echter geheel afhankelijk van Polen.  Żeligowski fungeerde als president van de nieuwe staat.
Onder supervisie van de Volkenbond werden onderhandelingen tussen Litouwen en Polen geopend. In Brussel kwamen vertegenwoordigers van beide landen bijeen onder voorzitterschap van de Belgische minister van buitenlandse zaken Paul Hymans. Hymans' voorstellen voor een vreedzame regeling bleken voor de twee partijen onaanvaardbaar en de zaak sleepte zich voort. Midden-Litouwen kon zich intussen handhaven omdat Żeligowski een troepenmacht van bijna dertigduizend man op de been hield, die de bevolking in bedwang hield. De al eerder aangekondigde algemene verkiezingen vonden uiteindelijk op 8 januari 1922 plaats. Alleen de Polen in het gebied gingen in meerderheid naar de stembus, de Litouwers, de Joden en de Wit-Russen boycotten de verkiezingen. Dat daarmee de voorstanders van aansluiting bij Polen wonnen, was onvermijdelijk. Op 20 februari 1922 deed de door de Tweede Poolse Republiek gedomineerde volksvertegenwoordiging in Vilnius officieel een verzoek aan de Poolse regering om het land bij Polen te laten aansluiten. Ruim een maand later, 24 maart, werd het grondgebied inderdaad geannexeerd door Polen.
De kwestie rond Vilnius bleef in het gehele interbellum spelen. Nog in 1931 werd door het Internationaal Gerechtshof in Den Haag uitgesproken dat de Poolse annexatie en aanhoudende controle van de stad een schending waren van de internationale wetten. De Poolse regering legde die uitspraak naast zich neer. Pas na het uitbreken van de Tweede Wereldoorlog en de Sovjet-inval in Polen werd het grootste deel van de voormalige republiek Midden-Litouwen door de Sovjets aan Litouwen overgedragen. Een kleiner deel kwam bij Wit-Rusland. Die situatie werd na het uiteenvallen van de Sovjet-Unie bestendigd.